# Andreaskerk (Wijnaldum)
De Andreaskerk is een kerkgebouw in Wijnaldum in de Nederlandse provincie Friesland.

## Beschrijving
De eenbeukige kerk was oorspronkelijk gewijd aan Sint-Andreas. De laat-gotische kerk werd in de 15e eeuw gebouwd. De toren van de kerk stortte in 1684 ineen en werd in dat jaar vervangen. In 1904 werd de toren, samen met de westzijde van de kerk, opnieuw vervangen. Dit bouwdeel werd in een neogotische stijl ontworpen door Jurjen Bruns. In 1931 werd de kerk onder leiding van Hendrik Hendriks Kramer ingrijpend gerestaureerd en ontpleisterd en opnieuw met oud bouwmateriaal bekleed. De kerk is een rijksmonument. De preekstoel is gemaakt in 1728 door Arjen Lous uit Harlingen. Ook de kerkbanken zijn vervaardigd in de 18e eeuw. Het orgel uit 1869 is gemaakt door Van Dam.

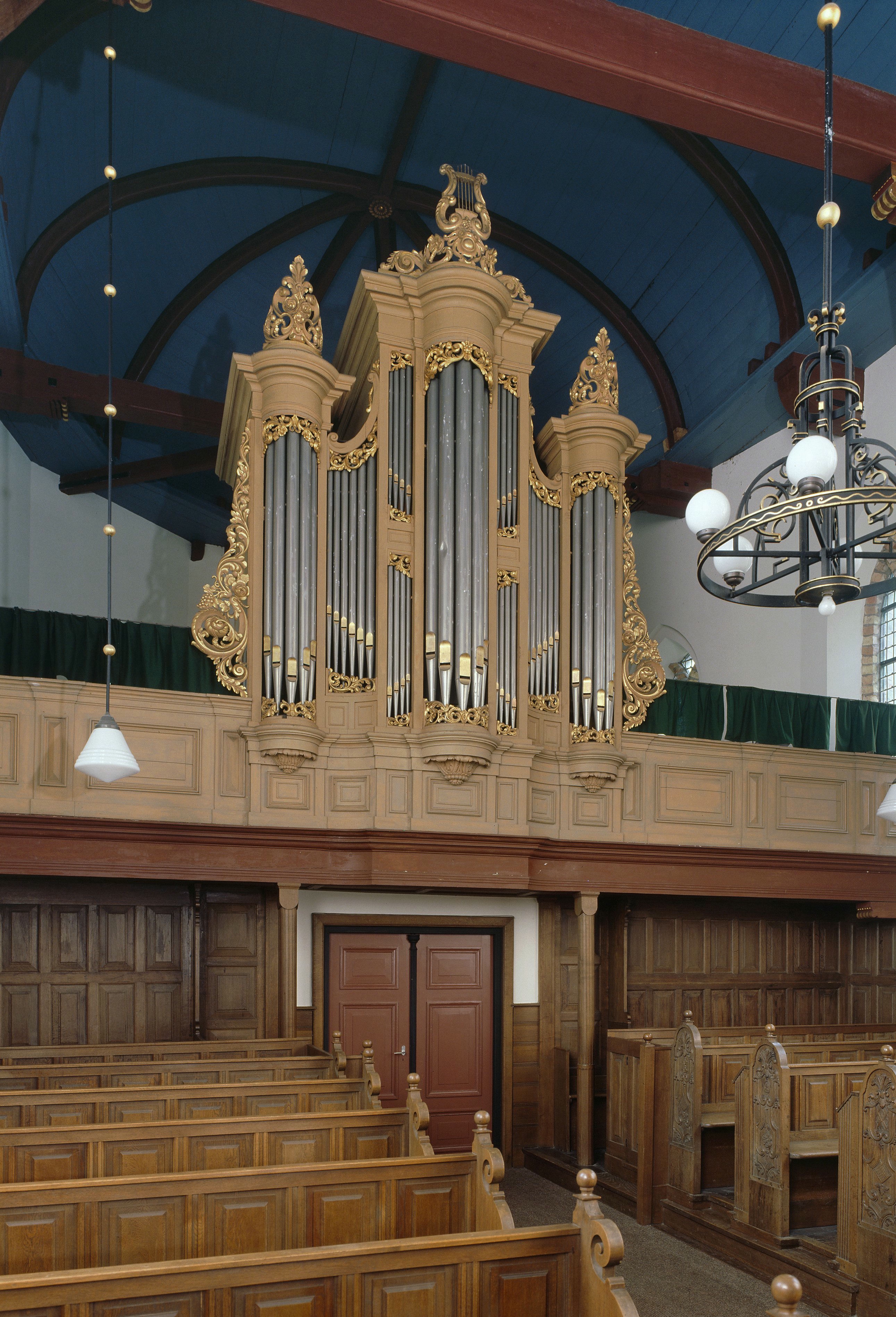
Interieur met orgel
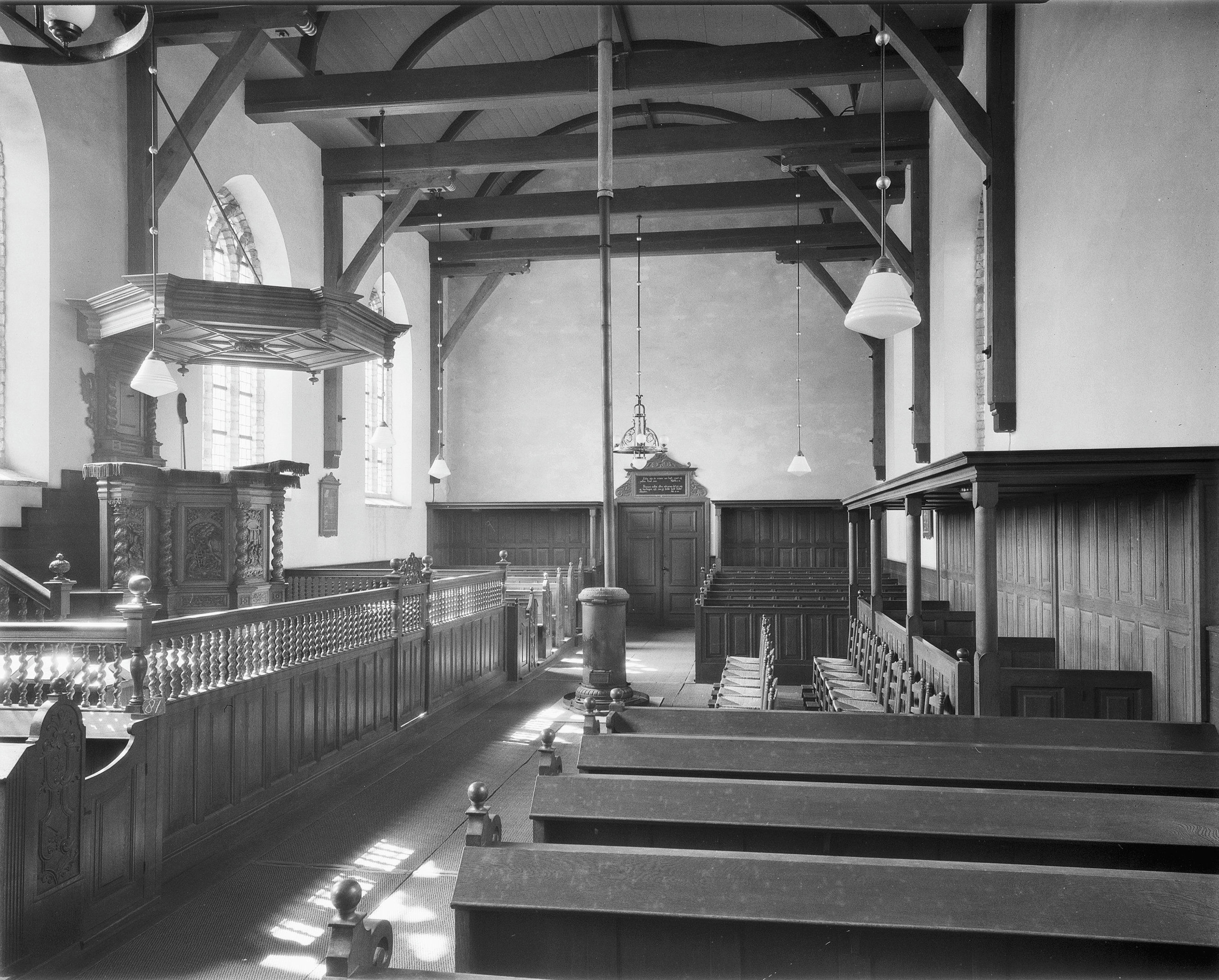
Interieur met preekstoel in 1959